# Hermann Otto Laurenz Fischer
Hermann Otto Laurenz Fischer (* 16. Dezember 1888 in Würzburg; † 9. März 1960 in Berkeley, Kalifornien) war ein aus Deutschland stammender US-amerikanischer Chemiker (Organische Chemie, Biochemie).
Er war der Sohn des Chemikers und Nobelpreisträgers Emil Fischer. Er studierte Chemie an der University of Cambridge (1907), in Berlin und an der Universität Jena (ab 1909), an der er 1912 bei Ludwig Knorr mit der Arbeit Zur Kenntnis des Acetylacetons promoviert wurde. Anschließend ging er an die Universität Berlin. Im Ersten Weltkrieg diente er in einer Einheit zur chemischen Kriegführung. Danach war er wieder in Berlin, wo er sich 1927 habilitierte. Mit dem Aufkommen der Nationalsozialisten wollte er Deutschland verlassen und ging in die Schweiz. 1932 wurde er Professor an der Universität Basel (Institut für Pharmazeutische Chemie), 1937 an der University of Toronto (Forschungsprofessor für Organische Chemie am Banting Institute) und 1948 an der University of California, Berkeley. Dort war er in der Fakultät für Biochemie und von 1952 bis zu seiner Emeritierung 1957 deren Vorstand.
Die Aldehyd-Synthese nach Grosheintz-Fischer-Reissert und den Abbau von Aldosen nach Macdonald-Fischer (1952) ist nach ihm benannt. Er klärte die Struktur der Chinasäure auf (1932) und mit Erich Baer gelang ihm die Darstellung von Glycerinaldehyd-3-phosphat (im Englischen auch Fischer-Baer-Ester genannt), einer wichtigen Verbindung im Zellstoffwechsel (Zwischenprodukt beim Glucose-Abbau). Er befasste sich mit Acylglycerinen (Reindarstellung und Synthese), synthetisierte Hexosen und Inosite aus der Kondensation von Triosen, bestimmte die Struktur von Inositen und befasste sich mit der Synthese von Phospholipiden und zuletzt von Aminozuckern. Er entwickelte eine Cyanhydrinsynthese mit Nitromethan.
1955 erhielt er die Adolf-von-Baeyer-Denkmünze, 1949 den Sugar Research Foundation Award und 1958 den Claude S. Hudson Award. 1954 wurde er Mitglied der National Academy of Sciences. 1959 wurde er Ehrendoktor der Universität Gießen. Zu seinem 70. Geburtstag erschien eine Festschrift in den Archives of Biochemistry and Biophysics.
Er setzte sich sowohl in Toronto als auch in Kalifornien für vertriebene Wissenschaftler und Zivilinternierte ein. Seine Chemie-Bibliothek von 4000 Bänden (teilweise von seinem Vater geerbt) vermachte er der University of California in Berkeley, wo sie im Biochemie- und Virus-Labor ist.
Fischer war seit 1922 mit Ruth Seckels verheiratet, mit der er eine Tochter und zwei Söhne hatte.